# Monreal del Llano
Monreal del Llano es un municipio español del sur de la provincia de Cuenca, en la comunidad autónoma de Castilla-La Mancha. Tiene una población de 45 habitantes (INE 2024).

## Geografía
Integrado en la comarca de La Mancha Conquense, se sitúa a 103 km de la capital provincial. El término municipal está atravesado por la carretera N-420 entre los pK 333 y 335, además de por una carretera local que se dirige a Los Hinojosos. 
El relieve del municipio es el propio de la comarca a la que pertenece, caracterizado por una llanura con cerros aislados, como el cerro San Benito (783 m) o el cerro de las Atalayas (784 m). El río Monreal cruza el territorio en su camino hacia el río Saona creando una vega aprovechada para uso agrícola. La altitud oscila entre los 802 m al norte y los 708 m a orillas del río Monreal. El pueblo se alza a 735 m sobre el nivel del mar.
| Noroeste: Los Hinojosos             | Norte: Osa de la Vega | Nordeste: Belmonte |
| Oeste: Los Hinojosos                |                       | Este: Belmonte     |
| Suroeste: Santa María de los Llanos | Sur: El Pedernoso     | Sureste: Belmonte  |

## Historia
A mediados del siglo XIX, la villa tenía contabilizada una población de 147 habitantes. Aparece descrita en el decimoprimer volumen del Diccionario geográfico-estadístico-histórico de España y sus posesiones de Ultramar de Pascual Madoz de la siguiente manera:

MONREAL: v. con ayunt. en la prov. y dióc. de Cuenca (12 leg.), part. jud. de Belmonte (1), aud. terr. de Albacete (14), c. g. de Castilla la Nueva (Madrid 21): sit. al estremo SO. de la prov. en terreno llano, con clima templado, combatido por el viento E. y muy saludable. Consta de 36 casas de mediana construccion y pocas comodidades, inclusa la de ayunt. y cárcel: los muchos vestigios que fuera de la pobl. existen prueban de una manera cierta, que en lo antiguo debió ser mucho mayor el número de casas: la escuela de primeras letras está dotada con 500 rs., y concurren á ella 10 niños: para surtido del vecindario hay varios manantiales fuera de la pobl.; la igl. parr., bajo la advocacion de la Asuncion, está servida por 1 cura de entrada y 1 sacristan. Confina el térm. por N. con La Osa de la Vega; E. con el Pedernoso; S. Belmonte, y O. Mota del Cuervo: el terreno es llano y bastante fértil: los caminos son locales y en mediano estado; la correspondencia se recibe de Belmonte por balijero, lunes, jueves y sábados, y sale domingos, miércoles y viernes. prod.: trigo de buena calidad, centeno, cebada, algun vino y aceite; se cria algun ganado lanar, y caza de liebres y perdices. ind.: la agrícola y 1 molino de harina. comercio: la esportacion de cereales é importacion de algunos art. de primera necesidad. pobl.. 37 vec., 147 alm. cap. prod.: 1.739,840 rs. imp.: 86,992: el presupuesto municipal asciende a 2,500 rs., y se cubre con el prod. de pastos y puestos públicos.
(Madoz, 1848, p. 511)

Hasta la reforma de la nomenclatura municipal de 1916 el municipio se llamaba simplemente Monreal. En dicha fecha su nombre fue modificado por el de Monreal del Llano.

## Demografía
Monreal del Llano cuenta con una población de 45 habitantes (INE 2024).
| Gráfica de evolución demográfica de Monreal del Llano entre 1842 y 2021 |
| |
| Población de derecho según los censos de población del INE Población de hecho según los censos de población del INEEn estos censos se denominaba Monreal: 1842, 1857, 1860, 1877, 1887, 1897, 1900 y 1910 |

## Comunicaciones

### Automóvil
- Desde Madrid por la autovía de Valencia A-3 hasta el kilómetro 82, en dirección Horcajo de Santiago, Quintanar de la Orden, Villamayor de Santiago y Los Hinojosos.
- Desde Valencia por la autovía A-3 hasta desviarse en La Almarcha en dirección Mota del Cuervo.

### Autobús
- La línea SAMAR que cubre el trayecto: Madrid - San Clemente (parada en Belmonte a 7 km, Mota del Cuervo a 14 km).
- La línea ALSA que cubre el trayecto: Valencia - Belmonte.

## Patrimonio
- Parroquia de Nuestra Señora de la Asunción.
- Ermita de San Benito Abad.
- La Torrecilla (yacimiento arqueológico).

## Fiestas locales
- Fin de semana próximo al 21 de marzo.
- 11 de julio: festividad de San Benito Abad, patrón del municipio.
- Del 27 al 31 de agosto o bien el primer fin de semana de septiembre.